# Графические чипы S3 Graphics
Компания S3 Graphics была известна почти исключительно, как производитель чипсетов для видеокарт. Сначала это были различные наборы микросхем для GUI\2D-ускорения (серии S3 8xx, 9xx). Первым продуктом компании в стал чип S3 86C911 — первый в мире однокристальный ускоритель GUI (англ. GUI accelerator), за счёт аппаратной реализации перемещения блоков видеопамяти заметно улучшающий производительность оконных интерфейсов (например, ОС Windows), которые начали завоёвывать популярность в то самое время.

## S3 Trio
Позже было разработано семейство S3 Trio, названное так потому, что в одном чипе впервые (для продукции S3) были объединены графическое ядро, RAMDAC и генератор тактовых импульсов.
Основной целью разработки для S3 Graphics являлось создание как можно более дешевого видеочипа для новой линейки видеокарт. Поставленной задачи удалось добиться благодаря размещению на одной микросхеме ASIC сразу трёх ключевых элементов видеоадаптера: графического ядра, цифро-аналогового преобразователя (с собственным небольшим оперативно-запоминающим устройством) и тактового генератора.
Серия Trio получила широкое распространение за счет низкой цены и удачной реализации 2D-ускорения. Несмотря на выход преемника серии Trio серии Savage, унаследовавшей все использованные в Trio-видеочипах технологии, видеокарты серии Trio благодаря низкой стоимости продолжали успешно продаваться.
Конец эпохи Trio настал при успешном осуществлении компанией Intel интеграции инструкций для обработки графики в свой чипсет Intel 810 (кодовое имя Whitney). Создание недорогих сопроцессоров, устанавливаемых на материнской плате заводским способом и обеспечивающих относительно качественную отрисовку как 2D, так и 3D графики, привели к отсутствию необходимости у конечных пользователей приобретать низкобюджетные видеокарты, с примерно одинаковой производительностью для каждого персонального компьютера.

## S3 ViRGE
Далее была неудачная попытка создания 2D\3D-ускорителя ViRGE. Если в 2D ViRGE был весьма хорош, как по скорости, так и качеству, то 3D-часть практически полностью провалилась на фоне конкурентов. Несмотря на это, OEM-карты на этом чипсете были распространены весьма широко из-за своей низкой цены.
Серия видеоадаптеров S3 ViRGE предназначалась для массового рынка и совмещала в себе  как 2D, так и 3D ускорители.

## Chrome
Серия графических процессоров Chrome 400 Ultra Low Power (ULP) со сверхмалым энергопотреблением, не превышающим 7 Вт, предназначены для мобильных устройств и способны реализовать возможность воспроизведения HD-видео и поддержку игр под DirectX 10.1
Выпуск компанией S3 графических чипов серии Chrome 400 ознаменовал экспансию S3 на рынок графических процессоров для выполнения вычислений общего назначения (GPGPU, General Purpose Graphics Processing Unit), наряду с AMD/ATI, NVIDIA и Intel с их GPGPU-проектом Larrabee.
S3 Graphics и Fujitsu совместно представили новые ноутбуки, оснащенные видеокартами на базе Chrome 430 ULP — LifeBook S6520, S6420 и FMV-BIBLO MG/B80N с весом около 1,7 кг, которые являются самыми лёгкими в мире продуктами такого рода с дискретной графикой.